# Koszkowo (gromada)
Koszkowo – dawna gromada, czyli najmniejsza jednostka podziału terytorialnego Polskiej Rzeczypospolitej Ludowej w latach 1954–1972.
Gromady, z gromadzkimi radami narodowymi (GRN) jako organami władzy najniższego stopnia na wsi, funkcjonowały od reformy reorganizującej administrację wiejską przeprowadzonej jesienią 1954 do momentu ich zniesienia z dniem 1 stycznia 1973, tym samym wypierając organizację gminną w latach 1954–1972.
Gromadę Koszkowo z siedzibą GRN w Koszkowie  utworzono – jako jedną z 8759 gromad na obszarze Polski – w powiecie gostyńskim w woj. poznańskim, na mocy uchwały nr 20/54 WRN w Poznaniu z dnia 5 października 1954. W skład jednostki weszły obszary dotychczasowych gromad Jawory, Koszkowo i Wycisłowo wraz z obszarem 325 ha gruntów (położonych między granicami dotychczasowych gromad Studzianna i Wycisłowo) z dotychczasowej gromady Jeżewo ze zniesionej gminy Borek oraz obszary dotychczasowych gromad Dąbrówka i Grodnica ze zniesionej gminy Piaski w powiecie gostyńskim, a także obszar dotychczasowej gromady Studzianna ze zniesionej gminy Dolsk w powiecie śremskim w tymże województwie. Dla gromady ustalono 13 członków gromadzkiej rady narodowej.
Gromadę zniesiono 1 stycznia 1962, a jej obszar włączono do gromady Borek Wielkopolski w tymże powiecie.